# Байны (Свердловская область)
Байны́ — село в городском округе Богданович Свердловской области. Управляется муниципальным казённым учреждением «Управление Байновской сельской территории».

## Географическое положение
Село Байны расположено в 10 километрах (по автодорогам в 12 километрах) к юго-востоку от города Богдановича, на обоих берегах реки Большой Калиновки (правый приток реки Пышмы). В селе имеются несколько прудов. На западе Байны примыкают к селу Троицкому. Рядом расположен Байновский водопад.

## История села
Топоним баюн, баян означает — говорун, рассказчик, любитель баек.
В окрестностях села находится Троицко-Байновское месторождение огнеупорной глины.

## Пророко-Илиинская церковь
В 1895 году была построена и в 1896 году была освящена во имя пророка Илии каменная, однопрестольная церковь, которая числилась приписной Троицкому приходу.
Церковь была закрыта в 1935 году, в советское время была перестроена. В здании располагалось профессиональное техническое училище, межшкольный учебный комбинат. В 2006 году образована Свято-Троицкая православная община. В 2007 году был обустроен и освящён Серебряный родник.

## Школа
В 1902 году в деревне была открыта церковно-приходская школа.

## Население
| 2002 | 2010  | 2021  |
| ---- | ----- | ----- |
| 2705 | ↘2562 | ↘2455 |

Структура
По данным переписи 2002 года, русские составляли 93 % от общего числа сельчан. По данным переписи 2010 года в селе было: мужчин — 1191, женщин — 1371.
Известные уроженцы и жители
- Кунавин, Григорий Павлович (1903—1944) — Герой Советского Союза[9]
- Еремеев, Сергей Васильевич (1908—1988) — Герой Социалистического Труда

## Инфраструктура
Село Байны включает 18 улиц  (8 Марта, Автомобилистов, Горького, Дачная, Еремеева, Куйбышева, Кунавина, Ленина, Лесная, Луговая, Мичурина, Молодёжная, Набережная, Новая, Полевая, Рабочая, Рудничная, Чкалова) и три переулка (Куйбышева, Новый, Чкалова), есть школа (МОУ Байновская средняя общеобразовательная школа) и детский сад (МКДОУ Детский сад № 21 «Маленькая страна»).